# E3 Saxo Classic 2024
66. ročník jednodenního cyklistického závodu E3 Saxo Classic se konal 22. března 2024 v Belgii. Vítězem se stal Nizozemec Mathieu van der Poel z týmu Alpecin–Deceuninck. Na druhém a třetím místě se umístili Belgičané Jasper Stuyven (Lidl–Trek) a Wout van Aert (Visma–Lease a Bike).

## Týmy
Závodu se zúčastnilo všech 18 UCI WorldTeamů a 7 UCI ProTeamů.
UCI WorldTeamy
- Alpecin–Deceuninck
- Arkéa–B&B Hotels
- Astana Qazaqstan Team
- Bora–Hansgrohe
- Cofidis
- Decathlon–AG2R La Mondiale
- EF Education–EasyPost
- Groupama–FDJ
- Ineos Grenadiers
- Intermarché–Wanty
- Lidl–Trek
- Movistar Team
- Soudal–Quick-Step
- Team Bahrain Victorious
- Team dsm–firmenich PostNL
- Team Jayco–AlUla
- UAE Team Emirates
- Visma–Lease a Bike

UCI ProTeamy
- Bingoal WB
- Israel–Premier Tech
- Lotto–Dstny
- Q36.5 Pro Cycling Team
- Team Flanders–Baloise
- Tudor Pro Cycling Team
- Uno-X Mobility

## Výsledky
| Pořadí | Jezdec                     | Tým                | Čas        |
| ------ | -------------------------- | ------------------ | ---------- |
| 1      | Mathieu van der Poel (NED) | Alpecin–Deceuninck | 4h 39' 28" |
| 2      | Jasper Stuyven (BEL)       | Lidl–Trek          | + 1' 31"   |
| 3      | Wout van Aert (BEL)        | Visma–Lease a Bike | + 1' 34"   |
| 4      | Tim Wellens (BEL)          | UAE Team Emirates  | + 1' 48"   |
| 5      | Matteo Jorgenson (USA)     | Visma–Lease a Bike | + 1' 50"   |
| 6      | Jhonatan Narváez (ECU)     | Ineos Grenadiers   | + 1' 52"   |
| 7      | Nils Politt (GER)          | UAE Team Emirates  | + 2' 48"   |
| 8      | Toms Skujiņš (LAT)         | Lidl–Trek          | + 2' 48"   |
| 9      | Vincenzo Albanese (ITA)    | Arkéa–B&B Hotels   | + 2' 48"   |
| 10     | Alex Kirsch (LUX)          | Lidl–Trek          | + 2' 48"   |